# Guntram Kommerell

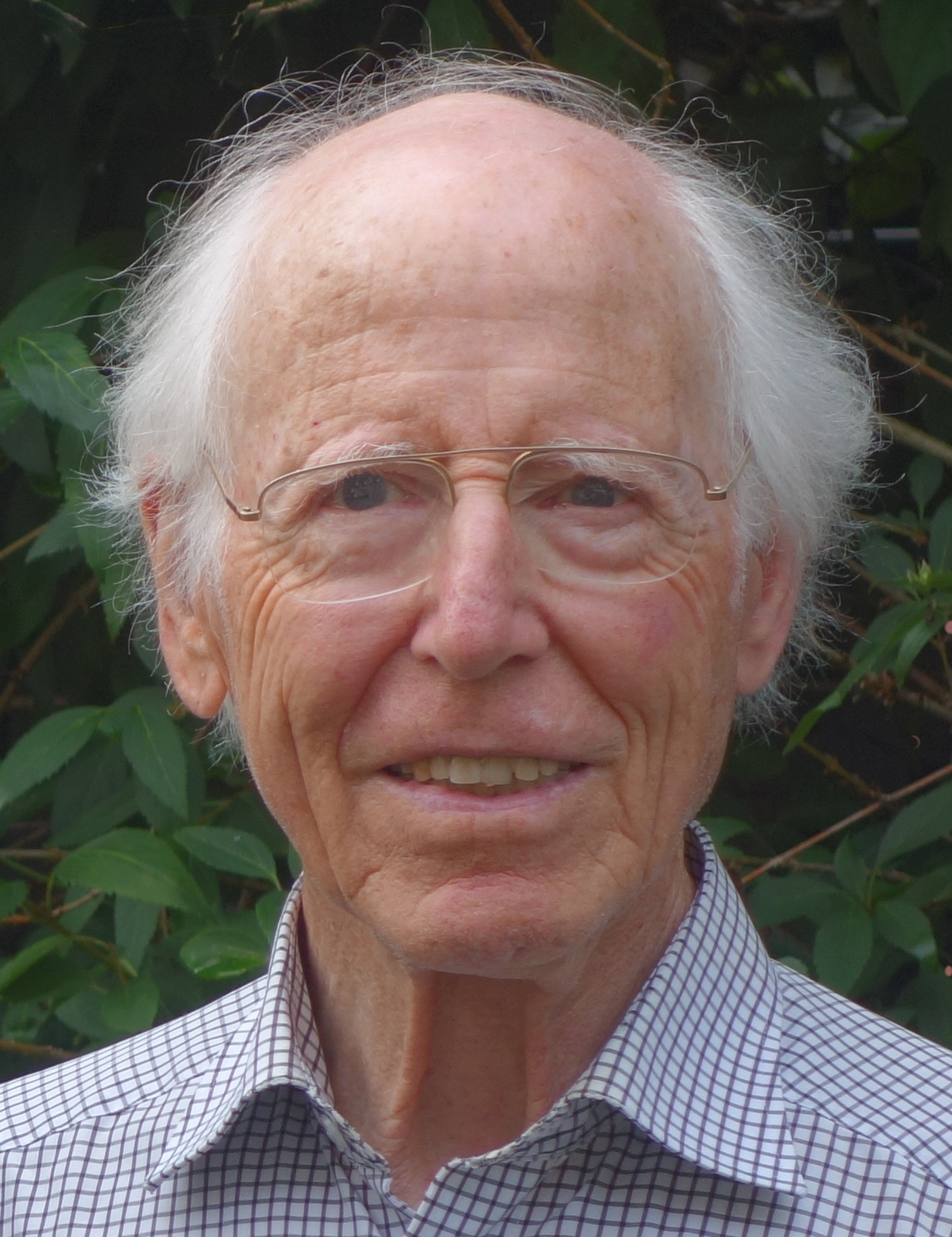
Guntram Kommerell, 2024

Guntram Kommerell (* 1935 in Berlin) ist ein deutscher Augenarzt  mit den fachlichen Schwerpunkten Neuroophthalmologie und Strabologie.

## Leben
Guntram Kommerell ist ein Augenarzt, der an den Universitäts-Augenkliniken Tübingen und Freiburg tätig war und durch sein Wirken großen Einfluss auf die Entwicklung der Strabologie (Schielheilkunde) und Neuroophthalmologie genommen hat. Er studierte Medizin in Tübingen, Marburg, Freiburg im Breisgau und Wien und wurde in Tübingen zum Doktor der Medizin promoviert. 1965 wurde er Facharzt für Augenkrankheiten. 1970 habilitierte er sich in Freiburg mit einer Arbeit über die visuelle Steuerung der Okulomotorik. 1974 wurde er zum Professor ernannt. 1977 übernahm er als ärztlicher Direktor die Leitung der Abteilung für Neuroophthalmologie und Schielbehandlung in der Universitäts-Augenklinik Freiburg, in der  er über seine Pensionierung im Jahr 2000 hinaus wissenschaftlich arbeitete. Sein Engagement galt auch der Freiburger Schule für Orthoptik, die er als Arzt gemeinsam mit der Lehrorthoptistin Sonia Mattheus leitete und zu einer der bundesweit führenden Ausbildungsstätten für Orthoptisten machte.
Kommerell machte sich international einen Namen mit seinen Arbeiten zur Augenneurophysiologie, vor allem im Bereich der Augenbewegungsstörungen und Sehbahnprozesse. 1992–1994 war er Präsident der International Neuroophthalmological Society. Zu seinen wissenschaftlichen Erfolgen zählen wichtige Veröffentlichungen zur Diagnostik und Behandlung von Schielerkrankungen. Außerdem lieferte Kommerell wichtige Beiträge zur Physiologie der Augenbewegungen. Dabei ging es zum einen darum, wie die Augen bewegte Objekte verfolgen und zum anderen, wie rasche Augenbewegungen (Sakkaden) auf neue Ziele optimiert werden.
Kommerell war Mitherausgeber von Fachzeitschriften wie Der Ophthalmologe, International Ophthalmology, Klinische Monatsblätter für Augenheilkunde, Neuro-Ophthalmology und Strabismus. Er veröffentlichte über 250 Publikationen, darunter als Herausgeber ein Symposium der Deutschen Ophthalmologischen Gesellschaft mit dem Titel „Augenbewegungsstörungen“ (Bergmann-Verlag München 1978) sowie Beiträge im Lehrbuch Strabismus, Hrsg. H. Kaufmann.

## Werdegang

### Eckdaten
Kommerell absolvierte sein Medizinstudium von 1953 bis 1958 an den Universitäten von Tübingen, Marburg, Freiburg, Wien und wieder Tübingen, wo er sein Staatsexamen ablegte. Er war von 1959 bis 1960 als Medizinalassistent in den Fachbereichen Augenheilkunde, Innere Medizin, Chirurgie und Gynäkologie tätig. 1959 promovierte er an der Universität Tübingen zum Thema Der optokinetische Nachnystagmus in Abhängigkeit von der Reizzeit. Seine Approbation als Arzt erhielt er 1960.
Als wissenschaftlicher Assistent arbeitete er 1961 an der Neurochirurgischen Universitätsklinik Freiburg, im Anschluss daran von 1962 bis 1967 an der Universitäts-Augenklinik Tübingen (Direktor   Heinrich Harms). 1965 erhielt Kommerell seine Facharztanerkennung für Augenheilkunde. 1967 wechselte er an die Universitäts-Augenklinik Freiburg i.Br. als Oberarzt bei Günter Mackensen. Er habilitierte sich 1970 an der Medizinischen Fakultät der Universität Freiburg. Thema: Über die visuelle Regelung der Okulomotorik. Untersuchungen mit Hilfe von Nachbildern.
1972 war Kommerell 'Fellow' in der Abteilung für Neuroophthalmologie an der University of California, San Francisco, bei William F. Hoyt.
Seine Berufung zum Ärztlichen Direktor der Abteilung für Neuroophthalmologie und Schielbehandlung an der Universitäts-Augenklinik Freiburg erhielt er 1977. Er hatte diese Stelle inne bis zu seiner Emeritierung im Jahr 2000. Bis ins Jahr 2015 arbeitete Kommerell weiter wissenschaftlich, gefördert von der Deutschen Forschungsgemeinschaft (DFG).

### Forschungsschwerpunkte
Kommerell befasste sich intensiv mit der Physiologie der Augenbewegungen und deren Störungen sowie mit Lidbewegungsstörungen. Ein weiterer Schwerpunkt seiner Arbeit lag auf der Erforschung der beidäugigen Zusammenarbeit, also dem Zusammenspiel beider Augen in der visuellen Wahrnehmung. Darüber hinaus widmete er sich Gesichtsfeldstörungen, die im Zusammenhang mit Erkrankungen des Nervensystems auftreten können. Auch in der chirurgischen Behandlung, insbesondere im Bereich der Augenmuskeln und der Augenhöhle, setzte er bedeutende Akzente.

### Auszeichnungen und Ehrenmitgliedschaften
- 1975 Franceschetti-Liebrecht-Preis für Neuroophthalmologie, Deutsche Ophthalmologische Gesellschaft (DOG)
- 1981 P.J. Hay Lecture, North of England Ophthalmological Society
- 1988 European Guest Lecture. Oxford Ophthalmological Congress
- 1992–1994 President of the International Neuroophthalmological Society (INOS)
- 1995 Chairman: Cambridge Ophthalmological Symposium on Binocularity
- 2001 ESA Lecture. European Strabismological Association, Florence (ESA)
- 2003 Ridley Lecture. Kongress der Deutschen Ophthalmochirurgen, Nürnberg
- 2003 Ehrenmitgliedschaft der Bielschowsky-Gesellschaft für Schielforschung und Neuroophthalmologie
- 2006 Kestenbaum-Ehrenvorlesung, Würzburg
- 2015 Elfriede-Aulhorn-Vorlesung. Deutsche Ophthalmologische Gesellschaft, Berlin
- Ehrenmitgliedschaft der European Strabismological Association (ESA)
- 2018 Hall of Fame der Deutschen Ophthalmochirurgen (DOC) in Nürnberg[11]